# North Las Vegas
North Las Vegas é uma cidade localizada no estado americano de Nevada, no condado de Clark.

## Geografia
De acordo com o United States Census Bureau, a cidade tem uma área de 262,6 km², onde 262,5 km² estão cobertos por terra e 0,1 km² por água.

## Demografia
Segundo o censo nacional de 2010, a sua população é de 216 961 habitantes e sua densidade populacional é de 826,5 hab/km². É a quarta cidade mais populosa de Nevada. Possui 76 073 residências, que resulta em uma densidade de 289,8 residências/km².